# Молчанов, Тимофей Митрофанович
Тимофей Митрофанович Молчанов (01.01.1908 — 1974) — комбайнер Злодейской МТС Кагальницкого района Ростовской области. Герой Социалистического Труда.

## Биография
Родился 1 января 1908 года в хуторе Родники ныне Кагальницкого района Ростовской области.
С февраля 1943 года — в Красной Армии. Участник Великой Отечественной войны. В 1945 году — командир отделения тяги 3-го дивизиона 44-й гвардейской пушечной артиллерийской бригады 5-й Ударной армии 1-го Белорусского фронта, гвардии сержант.
После демобилизации — работал в колхозе «Память Кирова» механизатором, а затем — комбайнером Злодейской машинно-тракторной станции (МТС) Кагальницкого района Ростовской области.
В 1950 году намолотил комбайном «Сталинец-1» за 25 рабочих дней 7158 центнеров зерновых культур и 175,6 центнеров семян трав. Указом Президиума Верховного Совета СССР за получение высоких результатов на уборке и обмолоте зерновых культур и семян трав присвоено звание Героя Социалистического Труда.
Жил в Ростовской области. Умер в 1974 году.

## Награды и звания
- Герой Социалистического Труда — указ Президиума Верховного Совета СССР от 9 июня 1951 года.
- орден Ленина, два
- золотая медаль «Серп и Молот»
- орден Трудового Красного Знамени (1949)
- орден Красной Звезды, два (10.03.1945, 19.05.1945)
- медаль «За боевые заслуги» (07.08.1944)
- медали СССР